# Kikstart
Kikstart: Off-Road Simulator is een computerspel dat werd ontwikkeld door Mr Chip Software en werd uitgegeven door Mastertronic. Het spel werd uitgebracht in 1985 voor verschillende homecomputers. Het spel is een stuntmotor spel. Het spel kan met twee spelers in splitscreen modus gespeeld worden of met één speler tegen de klok. Het doel van het spel is als speler zo snel en voorzichtig mogelijk drie van de acht parcoursen af te leggen. Elk parcours heeft zijn unieke eigenschappen.

## Platforms
| Jaar | Platform                   |
| ---- | -------------------------- |
| 1985 | Commodore 64, ZX Spectrum  |
| 1986 | Atari 8-bit, Commodore 128 |

## Ontvangst
| Beoordeeld door                         | Platform     | Datum         | Score |
| --------------------------------------- | ------------ | ------------- | ----- |
| Zzap!                                   | Commodore 64 | juli 1985     | 90%   |
| Atari Gamer - XL-XE Game Review Edition | Atari 8-bit  | december 2013 | 80%   |
| Happy Computer                          | Commodore 64 | 1986          | 64%   |
| Your Commodore                          | Commodore 64 | augustus 1985 | 60%   |